# 미키 마우스 클럽
《미키 마우스 클럽》(The Mickey Mouse Club)은 1955년부터 1996년까지 방송된 미국의 텔레비전 프로그램이다. 월트 디즈니가 기획하고 월트 디즈니 프로덕션이 제작하였으며, 처음 ABC를 통해 1955년부터 1959년까지 방송되었다. 규칙적으로 항상 바뀌는 10대 캐스터가 진행을 맡는 것이 특색으로서 최초 시리즈가 1955년 ABC에서 시작된 이래 시리즈는 몇 차례 재편성되고 리뉴얼되었다.

## 1950년대

### 1950년대의 미키 마우스 클럽
1950년대 시리즈 미키 마우스 클럽은 월트 디즈니의 텔레비전 시리즈물 기획 중 월트 디즈니 사화집 TV 시리즈(영어: Walt Disney anthology television series)에 이은제2의 실험이자 시도였는데, 월트디즈니·엔솔로지·TV시리즈(최초의 디즈니랜드)가 그 첫 번째였다. 디즈니는 디즈니랜드·테마파크의 건물에의 융자 및 촉진을 지원하기 위해서 두 개의 쇼를 동시에 진행했다. 이러한 프로젝트 외로도 그는 매우 바빴기 때문에, 할(Hal Adelquist)에게 원조를 맡기고 전체적 개발은 빌 월슈에게 맡김으로써 디즈니는 그들에게 미키 마우스 클럽을 양보했다.
그 결과, MMC는 음악/재능방송적인 특성 및 코메디 세그먼트(segment)와 같은(뉴스-만화영화-연속극처럼) 규칙적인 특성을 지님과 동시에 아이들을 위한 버라이어티 쇼가 되었다. 쇼의 독특한 특징 하나는 마우스 케티어(Mouseketeer)의 콜에 따라 그 날의 출연진 중 일부가 시청자들에게 자기 소개를 하게 되는 것이었다. 연속극에서 10대들은 일상의 상황에 도전하게 됐는데, 연장자의 조언이나 자신의 상식으로 상황을 헤쳐나가는 내용이 되었다.
미키 마우스 클럽은 작곡가이자 「헤드 마우스 케티어」였던 지미 도드에 의해 주최되었다. 쇼와 시청자를 잇는 리더쉽을 제공하는 역할을 했던 이 케티어의 다른 역할로는 어린 시청자들을 위한 짧은 덕담 정도였으며 주 시청자인 어린이들이 일상생활에서 올바른 도덕적 선택을 하게끔 도와주려했던 이러한 작은 설교들을 '도디즘'이라고들 부르게 되었다. 로이 윌리엄스(디즈니의 스탭 예술가) 역시 「빅 마우스케티어」로서 쇼에 나타났다. 그는 캐스트 멤버들들이 그당시 착용했던 미키 마우스 머리띠를 척 니히와 할과 빌 월슈에게도 착용할 것을 제안했던 사람이다.

### 1950년대의 마우스 케티어
주된 캐스트멤버는 「마우스 케티어」라고 불렸다. 그들은 뮤지컬 공연 중에서 춤을 추거나 세그먼트를 진행하는 멤버들이었는데 그 중에서 가장 인기있는 아이들을 뽑아 이른바 「레드 팀」이 구성되었다. 그 멤버는 다음과 같았다.
- Annette Funicello: 아넷 퍼니첼로
- Tommy Cole: 토미 콜
- Darlene Gillespie: 달린 가레스피
- Cheryl Holdridge: 체리르 홀드리지 (그 다음 해에 들어왔음)
- Bobby Burgess: 바비 바제스
- Doreen Tracey: 도린 트레이시
- Cubby O'Brien: 커비 오 브리앙
- Karen Pendleton: 카렌 펜들레톤
- Lonnie Burr: 로니 버
- Sharon Baird: 샤론 베아드

(커비와 카렌은 최초의 마우스케티어였다.)
그 밖에도 낸씨 아베트, 돈 아그라티(시트콤 코메디「나의 세 아들들」에서 로비 캐릭터로 유명해진 후론 돈 그라디로서 알려져 있다), 쉐리 아르베로니, 빌리 진 빈블로섬, 조니 크로포드, 데니스 데이, 아이린 다이아몬드, 디키 도드, 메어리 에스피노사, 보니 린 필즈, 쥬디 헐밋, 린다 휴즈, 달라스 요한, 존 리 요한, 보니 루 칸, 찰리 레이니, 랠리 라센, 폴 페이타센, 린 레디, 미키 루니 Jr, 팀 루어니, 메어리 린 사르토리, 브론슨스콧, 마이클스미스, 제이-제이 소러리, 말진 스토어리, 로니 슈타이나, 마크 사자란드 및 돈 안다힐 등이 있었다.
데니스 데이는 2 시즌 동안 마우스케티어였으며 다른 아이들은 보다 짧게 나왔다. 랠리 라센은 1956-57시즌 동안 등장했으며 1939년에 태어난 가장 나이가 많은 케티어였다.
몇 천이 넘는 오디션 지원자들 중엔 장래의 싱어송 라이터 폴 윌리엄스 및 (장래의) 여배우 캐디스 바겐도 있었다. 달리도 수많은 (마우스 케티어에뽑히지못한) 유명인들이 여러 가지 극적인 세그먼트에 종종 등장했다.
- Tim Considine
- Tommy Kirk
- Roberta Shore AKA Jymme Shore
- Steve Stevens (같은 이름의 음악가와 혼동하지 말 것)
- David Stollery
- Judy Nugent
- Kevin Corcoran (별명 "Moochie")
- J. Pat O'Malley
- Sammy Ogg
- Alvy Moore
- Julius Sumner Miller as "Professor Wonderful" (훌륭한 교수)

이런 마우스 케티어가 아니지만 유명한 사람들은 주로 재방송 시리즈를 위해서 다수의 오리지널의 연속물에 나타났다. 아넷트 퍼니 첼로 및 달린 가레스피등등의 '커튼 마우스 케티어'들도 연속물의 특색으로 여겨졌다.

### 1950년대의 요일별 쇼 테마
- Monday - 월요일 음악과 함께
- Tuesday - 화요일 게스트 스타
- Wednesday - 수요일 일상다반사
- Thursday - 목요일은 서커스
- Friday - 금요일은 탤런트 라운드업

## 1970년에 새롭게 돌아온 미키 마우스 클럽
1970년대에 월트 디즈니 프로덕션은 쇼를 근대화시켰다. 디스코로 재 리코딩된 테마송과 여러 피부색의 멤버캐스팅, 오리지널에서 약간 단순화되었지만 여전히 컬러풀한 셋트 등 변혁을 이루었으며 오리지널의 것과 같이, 거의 매일의 에피소드는 1930년대 말에 그려진 빈티지 만화를 포함하고 있었다.
시리즈는 옛 디즈니 영화로, 매주 2회 방송분으로 나뉘었다. 1977년 1월 17일에 미국의 38개 로컬 방송국에만 데뷔한 이 시리즈는 완전히 실패해 6월에 다시금 70개 방송국에서 데뷔했다. 취소된 프로그램을 재편성해 이어진 것이 130개의 새로운 에피소드로 거듭나 1979년 1월 12일까지 이어졌다. 오리지널에서 조금 더해진 새로운 영화 필름과, 테마송의 단축 버전이 삽입된 새 시리즈가 1977년 5월 지원되었다. 그렇게까지 오랫동안 재방송되진 못한 이 시리즈는 1977년 9월 5일 방영시작을 위해서 생산되었다.
1950와 1990년대의 두 시리즈는 2005년 7월에 DVD를 냈지만, 이 1970년대 시리즈는 시청자가 「클럽」을 정의하기까지의 짧은 과정 이외는 잊히기 쉬운 내용이었던 것으로 보였다. <: 구린 덕담이나 늘어놓던 50년대 MMC에서 (클래식한 매력으로 DVD발매까지의 인기를 얻었겠지만) 보다 진화되어 타이틀송도 디스코 버전으로 바뀐데다가 춤도 근대화되고 케티시들도 다인종으로 꾸려서 보다 미키 마우스 "클럽"처럼 보이게 되었다는 의미>

### 캐스트
캐스트는 1950년대보다 다양한 민족적 배경을 가지고 있었다. 1970년대 캐스트 멤버 중에선 후에 TV 스타가 되어 대중적인 아이콘으로써 알려진 사람들도 몇 있었다.
가장 유명한 여자 졸업생 (MMC에선 전 세계 TV로 방송되는 가운데에서 연령이나 활동기간이 다한 마우스케티어들을 "졸업"시키는 졸업식 이벤트가 관례적으로 벌어졌다.)은 리사 웰첼이었다. 그녀는 NBC 텔레비전 시트콤「인생이란 이런거야」에서도 활동했고 후에 유명한 크리스쳔 작가가 되었다. 마우스케티어 줄리 피에칼스키 역시 리사 웰첼과 함께 「인생이란 이런거야」의 첫 시즌에 등장했다. 켈리 파크슨은 미스아메리카에서 뷰티퀸으로 선발되기도 했다. 샨테 노트컷은 「인생이란 이런거야」에서 한번 등장했다. 빌리 팝 아트모어는 몇번인가 영화에도 등장했다. 그는 영화를 찍기 전이나 후에 「The Brady Bunch: 켈리의 아이들」50번째 시즌에 등장했다. 그리고 범죄 드라마 Eischied (: 1979년 9월 21일부터 1980년 1월까지 NBC에서 방영되었던 13 에피소드짜리 미국 범죄 드라마) 에 streetwise hood 역할로 등장했다. 니타 디는 판타지 아일랜드의 마지막 에피소드에 등장했다.
이 외의 1970년대 마우스 케티어들
- 스콘 크레이그 - 1964년 캘리포니아에 태어나 라스베이가스에 살았으며 2003년 12월에 세상을 뜸.
- 니타 디 - 1966년 캘리포니아 롱 비치에 태어남
- 민디 펠드먼 - 1968년 캘리포니아.
- 앤젤 플로레즈 — 캘리포니아 1963년
- 앨리슨 폰테 - 캘리포니아 1964년
- 토드 털퀀드 - 캘리포니아 헐리우드 1964
- 컬티스 웡 - 밴쿠버 1962.

### 1970년대 미키 마우스 클럽의 요일별 테마
- 월요일 - 누가, 무엇을, 왜, 어디서, 그리고 어떻게?
- 화요일 - Let's Go
- 수요일 - 깜짝 놀랄만한 사실들
- 목요일 - Discovery
- 금요일 - 디즈니랜드에서 쇼타임 방송을

## 1990년대 부활한 미키 마우스 클럽
1989년, 디즈니 채널은 완전히 새로운 구성을 갖춘 쇼로써 MMC를 부활시켰다. 당시 인기있었던 다른 TV 쇼(토요일 밤의 '넌 그거 못함')과 아주 닮아 있었던 쇼의 구조는 1980년대 중순에 독자적으로 만들어진 월트 디즈니 TV(개별 방송국)가 개발하였다. 쥐 귀를 빼고 유치한 유니폼도 없앤, 아동용이 아니라 청소년용의 인기있는 쇼가 된 시기이다.

### 구성
새로운 쇼의 타이틀은 The All New Mickey Mouse Club이었지만 보통 MMC라고 불렀다. 올란도에 있는 디즈니 할리우드 스튜디오에서 방청객 앞에서 녹화되는 쇼는 모든 부문에서 10대를 대상이자 특색으로 했다. 쇼는 skits(*촌극, 풍자극)와 코미디와 노래로 이루어졌다. 마우스 케티시들은 최신 유행하는 팝을 그들 나름의 목소리로 노래했다.

### 캐스트
데이몬 팜폴리나, 티피니 할, 체이스 햄프톤, 알버트 필즈, 디디 마그노 이 다섯명으로 이루어진 쇼 멤버가 그룹을 형성해 여러 음반을 냈다. 또한 6, 7번째 시즌에서 쇼는 아메리카 팝 슈퍼스타-연기자 배출의 장이 되었다. 브리트니 스피어스, 크리스티나 아길레라, 저스틴 팀버레이크, JC Chasez, 케리·러셀, 그리고 아카데미상에 노미네이트된 라이언 고슬링 등이 전부 MMC 출신으로 지금은 스타덤에 오른 사람들이다. 제일 마지막에 들어온 제시카 심슨과 브온 역시 그랬지만 쇼에 나가진 못했다.
1994년에 MMC가 해체되기 직전까지 쇼에 남은 유일한 마우스케티어는 린제이 알리, 제니퍼 마길로와 죠쉬 악카만으로 3시즌에서 나갔다 돌아온 가수 티피니 할과 체이스 햄프톤과 함께 최종 시즌을 찍기 위해서였다.
1990년대의 마우스케티어들
- Josh Ackerman (Seasons 1-7) 조쉬 악카만
- Christina Aguilera (Seasons 6-7) 크리스티나 아길레라
- Lindsey Alley (Seasons 1-7) 린제이 알리
- Rhona Bennett (Seasons 4-7) 로나 베넷
- Nita Booth (Seasons 4-7) 리타 브롯
- Mylin Brooks (Seasons 3-5) 마이린 브룩
- Brandy Brown (Seasons 1-3) 브랜디 브라운
- Jason Blain Carson (Seasons 4-5) 제이슨 블레인 칼슨
- JC Chasez (Seasons 4-7) JC 체이즈
- Braden Danner (Season 1) 브랜든 대너
- Tasha Danner (Seasons 4-5) 타샤 대너
- Nikki DeLoach (Seasons 6-7) 니키 디로아
- T.J. Fantini (Seasons 6-7) T.J. 판티니
- Albert Fields (Seasons 1-3) 알버트 필즈
- Dale Godboldo (Seasons 4-7) 대일 고드볼드
- Ryan Gosling (Seasons 6-7) 리안 고슬링
- Tiffini Hale (Seasons 1-3, 7) 티피니 할
- Chase Hampton (Seasons 1-3, 7) 체이스 햄프톤
- Raquel "Roqué" Herring (Seasons 1-2)
- David Kater (Season 1) 데이빗 카터
- Tony Lucca (Seasons 4-7) 토니 루카
- Ricky Luna (Seasons 3-7) 릭키 루나
- Tate Lynche (Seasons 6-7) 테이트 린체
- Deedee Magno (Seasons 1-3) 디디 마그노
- Jennifer McGill (Seasons 1-7) 제니퍼 맥길
- Terra McNair (Seasons 4-5) 테라 맥네어
- Ilana Miller (Seasons 3-7) 일라나 밀러
- Jason Minor (Seasons 3-5) 제이슨 마이너
- Terri Misner (Seasons 4-6) (Adult co-host) 테리 미스너
- Matt Morris (Seasons 4-7) 맷 모리스
- Fred Newman (Seasons 1-6) (Adult co-host) 프레드 뉴맨
- Kevin Osgood (Seasons 2-5) 케빈 오스굿
- Damon Pampolina (Seasons 1-3) 데이몬 팜폴리나
- Mowava Pryor (Seasons 1-3) (Adult co-host) 모와바 프라이어
- Keri Russell (Seasons 4-6) 케리 루셀
- Britney Spears (Seasons 6-7) 브리트니 스피어스
- Justin Timberlake (Seasons 6-7) 저스틴 팀버레이크
- Marc Worden (Seasons 3-7) 말크 워든

### 요일별 테마와 주요 에피소드들
1990년에는 시즌 3를 맞아 6명의 고정 마우스 케티어로 토미 콜, 샤론 베아드, 쉐리 아르베로니, 바비 바제스, 돈 그라디 및 아넷트 퍼니 첼로가 몇 개의 짧은 skits(*촌극, 풍자극) 및 두 세개의 테마송에 실제로 참가하여 1990년대 MMC 앨범 쟈켓이 만들어졌다. 아넷트는 새로운 마우스케티어들에게「클럽의 모든 것은 여러분으로부터 만들어집니다.」라고 전했다. MMC는 민족적 통일에 관한 쇼로 그 200번째의 에피소드를 축하했다.
 요일별 테마 
시즌 7에 가선 모든 쇼는 목요일에만 이루어졌으며, 그 이후론 테마 역시 없어졌다.
- Music Day - 1~5시즌엔 월요일에, 시즌 6에서는 목요일이었다.
- Guest Day - " 화요일 , " 월요일
- Anything Can Happen Day! - 수요일, 시즌 6에선 없어졌다.
- Party Day - 시즌 1~4, 6에선 목요일, 시즌 5에선 금요일이었다.
- Hall of Fame Day - 시즌 1~4에선 금요일, 시즌 5엔 목요일, 시즌 6엔 수요일이었다.

## 디즈니와 미키 마우스의 막강한 경제성과 홍보성을 이루었던 MMC
디즈니는 마우스 케티어를 찾기 위해 미국 전역을 뒤졌고 그 오디션 참가자 수는 수도 없이 많았다고 전해진다. 미국의 땅이 넓다 보니 끼 있는 아이들이 많이 뽑혔다. 그 당시에도 그들은 10대들의 우상이었고 그 중에는 현재에도 인기 있는 스타가 여럿 있다. MMC 출신 스타의 팬 중에는 MMC때부터 따라온 사람들도 많다고 한다. 또한, 떨어진 사람들 중에서도 유명한 가수나 배우가 된 사람도 많다고 한다. 이렇듯 디즈니는 전국을 뒤져 끼 있고 재능 있는 아이들을 모아 최고급 시설이 되어있는 곳에 수용해놓고 학교 수업과 비슷한 것들도 그 곳에서 가르쳤다. 그들의 졸업식까지도 전국의 시청자가 지켜보고 있는 가운데서 이루어졌을 정도로 그들의 인기는 높았다. 전 세계적으로 유명한 미국의 상징 미키 마우스의 과거에는 이런 롱런 시리즈 TV쇼가 있었다. 귀걸이, 목걸이 등의 장신구부터 필통, 신발 등의 잡다한 것 그리고 MP3 플레이어에까지 미키 마우스 모양이 들어가게 된 것에는 그런 배경이 있다.
미국의 50, 70, 90년대를 풍미했던 팝 아이콘을 알아보는 데 있어선 미키 마우스 클럽과 마우스 케티어들에 대해서 알 필요가 있다. 브리트니 스피어스와 그의 옛 남자친구도 MMC 출신이고 그녀가 미국의 팝 아이콘으로 성장한 배경에도 미키 마우스 클럽이 있었다. 20세기에 이루어졌던 놀라운 일에 관한 서적이나 디즈니의 업적에 관한 책을 읽을 때도 MMC에 대한 언급을 지나칠 수 없다.

## 같이 보기
- 천재 테레비군 MAX